# Iunii Silani
Les Iunii Silani sont des nobles plébéiens romains membres d'une branche de la gens des Iunii. Auguste en fait des patriciens au début de l'Empire.
La famille Junia (ou Iunia) était une des plus anciennes et des plus illustres de Rome, et la branche des Silanus remontait aux guerres puniques. À l'époque du mariage de Julie cette branche était représentée à Rome par plusieurs personnages illustres.

## République romaine: famille plébéienne
- Marcus Junius Silanus I, sénateur romain du IIIe siècle av. J.-C. Il descendait probablement du semi-légendaire Marcus Junius Brutus, gendre du roi de Rome Tarquin l'Ancien ;
  - Marcus Junius Silanus II, sénateur romain du IIe siècle av. J.-C. fils du précédent ;
    - Marcus Junius Silanus III, sénateur romain du IIe siècle av. J.-C., mort en 196 av. J.-C., fils du précédent ;
      - Marcus Junius Silanus IV, arrière-petit-fils du précédent, consul en 109 av. J.-C. ;
        - Decimus Iunius Silanus, fils du précédent, consul en 62 av. J.-C..

## Empire romain
- Decimus Iunius Silanus, voir précédemment ;
  - Marcus Iunius Silanus, fils du précédent, consul en 25 av. J.-C. ;
    - Marcus Iunius Silanus (†37), fils du précédent, consul suffect en 15 ;
    - Decimus Iunius Silanus, frère du précédent, il eut une liaison avec Julia Vipsania ;
    - Marcus Iunius Silanus Torquatus (†39), frère du précédent, consul en 19 ;
- Caius Iunius Silanus, cousin du premier, consul en 17 av. J.-C. ;
- Caius Iunius Silanus, consul en 10 ;
- Appius Iunius Silanus, consul en 28 ;
  - Lucius Iunius Silanus (†49), fils du précédent, préteur en 48 ;
  - Marcus Iunius Silanus (†54), frère du précédent, consul en 46 ;
    - Lucius Junius Silanus Torquatus le jeune (50 - 66), fils du précédent ;

  - Decimus Iunius Silanus Torquatus (†64), frère du précédent, consul en 53 ;
  - Junia Calvina qui est mariée à Lucius Vitellius le jeune ;
  - Junia Lepida qui est mariée à Caius Cassius Longinus ;
  - Junia Silana qui est mariée à Caius Silius, qui la répudia pour épouser Messaline ;
- Caius Iunius Silanus, consul suffect en septembre 92.
- Decimus Junius Silanus, Romain du IIe siècle av. J.-C. de famille noble, expert en langue et littérature puniques qui a notamment traduit le manuel agricole de Magon le Carthaginois.